# Aleta del Thyolo
L'aleta del Thyolo (Chamaetylas choloensis) és una espècie d'ocell de la família dels muscicàpids (Muscicapidae). Es troba a Malawi i Moçambic. Porta el nom de Thyolo, una ciutat al sud de Malawi. Habita els boscos tropicals i subtropicals de frondoses humits de l'estatge montà. Pateix la pèrdua d'hàbitat a causa de la desforestació, els incendis i les activitats humanes. i el seu estat de conservació es considera vulnerable.
1. ↑  Fundació Barcelona Zoo; Institut Català d’Ornitologia; TERMCAT, Centre de Terminologia. «aleta del Thyolo».   Diccionari dels ocells del món. TERMCAT. [Consulta: 18 gener 2021].
2. ↑   del Hoyo, Josep. All the birds of the world (en anglès).  Barcelona: Lynx editions, 2020, p. 701. ISBN 978-84-16728-37-4.
3. ↑  BirdLife International. «Thyolo Alethe. Chamaetylas choloensis» (en anglès). Llista Vermella d'Espècies Amenaçades de la UICN.  Unió Internacional per a la Conservació de la Natura, 2018. [Consulta: 18 gener 2021].